# Larry Allan Morse
Larry Allan Morse, häufiger auch L. A. Morse, (* 30. Juli 1945) ist ein US-amerikanischer Schriftsteller und Bildhauer. 

## Leben
Morse wuchs in Los Angeles auf. Er besuchte die University of California Berkeley sowie das San Francisco State College und erwarb zwei Abschlüsse in Englisch. 
Ende der 1960er Jahre zog er nach Toronto und arbeitete dort u. a. kurzzeitig im Bildungsfernsehen und fünf Jahre als Administrator an der Universität Toronto. Nach ausgedehnten Reisen durch Südostasien schrieb er den Roman The Flesh Eaters. Anregungen dazu erhielt er durch die wahre Geschichte von Sawney Beane und seiner Familie. 
Morse schrieb vier weitere Kriminalromane. Darunter The Old Dick, womit er einen Edgar der Mystery Writers of America gewann. Außerdem soll er maßgeblich an der Veröffentlichung von An Old-Fashioned Mystery beteiligt gewesen sein, dem verlorenen Meisterwerk der Autorin Runa Fairleigh. 
Mit der Veröffentlichung von Video Trash and Treasures, einem zweibändigen Leitfaden zu diesen obskuren und bizarren Filmen der 1980er Jahre, wechselte er zu einem anderen Medium. Seit etwa 1990 arbeitet Morse vorrangig als bildender Künstler, insbesondere als Bildhauer.

## Werke

### Kriminalromane
- 1979: The Flesh Eaters
- 1981: The Old Dick (dt. Alte Besen kehren gut. Heyne, München 1983, ISBN 978-3-453-10625-3)
- 1983: An Old Fashioned Mystery
- 1985: Sleaze: a Sam Hunter mystery (dt. Sleaze. Ullstein, Frankfurt/M; Berlin 1987, ISBN 978-3-548-10447-8)
- 1991: The Big Enchilada (dt. Ein fetter Brocken. Ullstein, Frankfurt/M; Berlin 1987, ISBN 978-3-548-10441-6)

### Sonstige
- 1984: White pine: Ontario celebrates its history
- 1989: Video Trash and Treasures

## Auszeichnungen
- 1982: Edgar Allan Poe Award – Kategorie Bester Roman als Originaltaschenbuch für The Old Dick
- 1984: Maltese Falcon Award für The Old Dick

## Nachweise, Anmerkungen
1. ↑  Geburtsdatum nach Library Booklists.org
2. ↑  The HSW Literary Agency: „Dirty Harry looks like Mother Teresa“
3. ↑  Unklar ist, ob Runa Fairleigh eine Autorin, Mitautorin oder L. A. Morse Mitautor bzw. Runa Fairleigh ein von ihm benutztes Pseudonym oder nur ein Wortspiel ist.
4. ↑  Nach goodreads ist es ein Pseudonym von L A. Morse
5. ↑  Scene of the Crime Book schreibt: Author:Fairleigh, Runa aka L.A. Morse, also Pseudonym von Morse
6. ↑  Col's Criminal Library vom 8. Dezember 2015 unterstützt die Theorie des Wortspiels

| Personendaten    | Personendaten                    |
| ---------------- | -------------------------------- |
| NAME             | Morse, Larry Allan               |
| ALTERNATIVNAMEN  | Morse, L. A.                     |
| KURZBESCHREIBUNG | US-amerikanischer Schriftsteller |
| GEBURTSDATUM     | 30. Juli 1945                    |